# Barb Wire
Barb Wire és una pel·lícula estatunidenca d'acció/ciència-ficció dirigida per David Hogan, estrenada l'any 1996, basat en la sèrie de còmics del mateix nom apareguda en Dark Horse Comics. Ha estat doblada al català.
El Nostalgia Critic ha destacat les fortes semblances entre el film Casablanca de Michael Curtiz, de l'any 1942, i aquest film: el personatge interpretat per Pamela Anderson a Barb Wire correspondria al de Humphrey Bogart a Casablanca.

## Argument
El film se situa en un futur pròxim, el 2017, en el qual el Congrés dels Estats Units té un poder absolut i ha instaurat una dictadura reprimint durament els « anti-ciutadans ». Barb Wire, patrona d'un bar situat a Steel Harbor, últim territori lliure dels Estats Units, és una mercenària que ven els seus serveis als més necessitats. Ha combatut al costat de la « resistència » durant la Segona guerra civil, després va abandonar les seves activitats amb la finalitat de portar una vida més lucrativa, amb el seu germà, cec des de la guerra. Amb l'ajuda d'un dels seus antics companys d'armes, ajuda una biòloga a escapar-se del territori controlat pels congressistes.

## Repartiment
- Pamela Anderson: Barbara « Barb Wire » Kopetski
- Temuera Morrison: Axel Hood
- Victoria Rowell: Dr. Corrina « Cora D » Devonshire
- Jack Noseworthy: Charlie Kopetski
- Xander Berkeley: Alexander Willis
- Udo Kier Bernard Bollet): Curly
- Andre Rosey Brown Med Hondo): Big Fatso
- Clint Howard: Schmitz
- Jennifer Banko: Spike
- Steve Railsback Philippe Dumond): el coronel Pryzer
- Nicholas Worth: Ruben
- Amir Aboulela: Patró
- Adriana Alexander: Redhead
- David Andriole: Goon
- Allison Mack: Emily

## Al voltant de la pel·lícula
- El rodatge s'ha desenvolupat a Long Beach (escenes de drassanes navals) i Pascagoula.
- Les motos de Barb Wire són una Triumph 900 Thunderbird i una Triumph 900 Tiger.
- Crítica: "Thriller futurista per al lluïment de la protagonista"[4]

## Banda original
- Welcome to Planet Boom, interpretat per Tommy Lee i Pamela Anderson
- She's So Free, interpretat per Johnette Napolitano
- Spill the Wine, interpretat per Michael Hutchence
- Word Up, interpretat per Gun
- Don't Call Me Babe, interpretat per Shampoo
- Hot Child in the City, interpretat per Hagfish
- Let's All Go Together, interpretat per Marion
- Dancing Barefoot, interpretat per Die Cheerleader
- Scum, interpretat per Meat Puppets in Vapourspace
- Això planeja per mi, interpretat per Mr. Ed Jumps the Gun
- None of Your Business (Barb Wire Metal Mix), interpretat per Salt-N-Pepa

## Premis i nominacions
- Nominació al premi de la millor escena de combat per Pamela Anderson, en els premis MTV Movie de 1997.
- Premi de la pitjor nova estrella per Pamela Anderson i nominacions al premi del pitjor film, pitjor guió, pitjor actriu (Pamela Anderson) i pitjor cançó original (Tommy Lee, per Welcome to Planet Boom!), en els Razzie Awards l'any 1997.